# Bassan
 Bassan  es una población y comuna francesa, situada en la región de Occitania, departamento de Hérault, en el distrito de Béziers y cantón de Béziers-3.

## Demografía
| 307 | 292 | 346 | 381 | 457 | 480 | 461 | 464 | 435 | 486 | 529 | 516 | 611 | 594 | 586 | 652 | 720 | 791 | 716 | 761 | 772 | 743 | 819 | 706 | 623 | 635 | 614 | 735 | 802 | 1 097 | 1 353 | 1454 | 1 537 | 1 548 |
| Para los censos de 1962 a 1999 la población legal corresponde a la población sin duplicidades (Fuente: INSEE [Consultar]) |     |     |     |     |     |     |     |     |     |     |     |     |     |     |     |     |     |     |     |     |     |     |     |     |     |     |     |     |       |       |      |       |       |